# Mike Morgan (Footballspieler, 1988)
Michael „Mike“ Cantrel Morgan (* 16. Januar 1988 in Dallas, Texas) ist ein ehemaliger US-amerikanischer American-Football-Spieler. Er spielte auf der Position des Linebackers für die Seattle Seahawks in der National Football League (NFL).

## College
Mike Morgan spielte zwischen 2007 und 2010 College Football für die USC Trojans. Bis 2009 spielte er dabei unter Head Coach Pete Carroll, derzeit ebenfalls für die Seattle Seahawks aktiv, und Linebacker-Trainer Ken Norton junior, bis 2014 für die Seahawks aktiv. In seiner College-Karriere konnte er in 50 Spielen 140 Tackle setzen und 5,5 Sacks erzielen.

## NFL
Nachdem Morgan im NFL Draft 2011 nicht ausgewählt wurde, verpflichteten ihn die Seattle Seahawks am 26. Juli 2011. Dort wird er vor allem in den Special Teams eingesetzt. Am 6. Spieltag der Saison 2014 konnte Morgan seinen ersten Touchdown erzielen, nachdem er einen von Doug Baldwin geblockten Punt über 25 Yards in die gegnerische Endzone trug. Am 9. März 2015 wurde sein Vertrag verlängert. Nachdem dieser Vertrag ausgelaufen war, verpflichteten ihn die Seahawks am 19. März 2016 erneut. Am 3. Oktober 2016 wurde er auf der Injured Reserve List platziert. Am 4. Dezember 2016 wurde Morgan wieder für den Hauptkader aktiviert. Am 31. Juli 2017 verpflichteten die Seahawks Morgan erneut. Am 2. September 2017 wurde er im Rahmen der Kaderverkleinerung auf 53 Spieler entlassen.